# Pseudonautia rondoniae
Pseudonautia rondoniae är en insektsart som beskrevs av Marius Descamps 1983. Pseudonautia rondoniae ingår i släktet Pseudonautia och familjen Romaleidae. Inga underarter finns listade i Catalogue of Life.